# Fritz Haufler
Fritz Haufler (* 15. März 1885 in Basel; † 20. Januar 1956 ebenda) war ein Schweizer Glasmaler und Heraldiker.

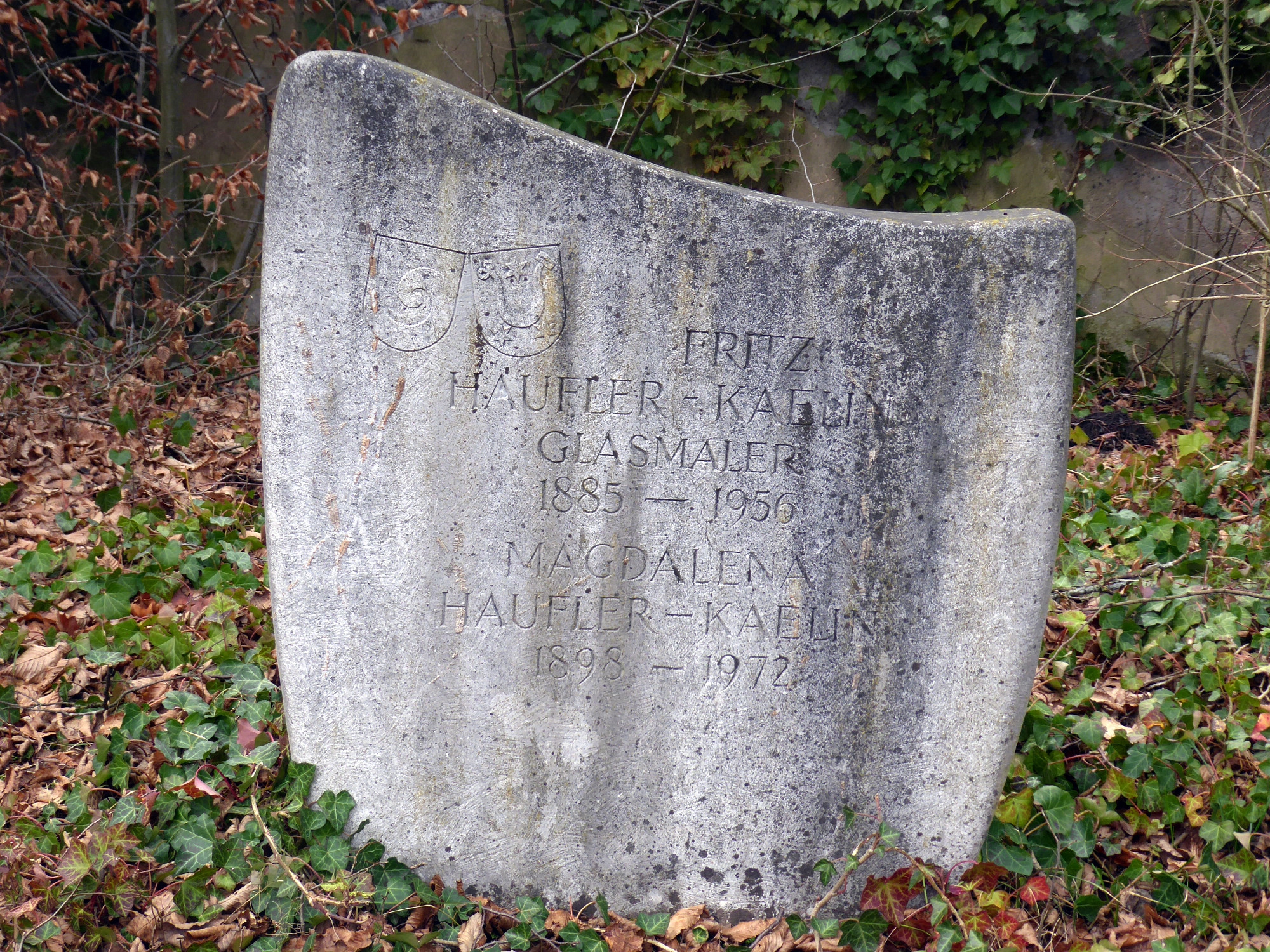
Grab auf dem Friedhof am Hörnli

## Leben und Werk
Haufler war der Sohn eines Baumeisters. Er absolvierte eine Lehre bei einem Basler Glasmaler und studierte zehn Semester an der Allgemeine Gewerbeschule Basel. Danach arbeitete er in verschiedenen Glasmalereien in Mannheim, Leipzig, Dessau, Frankfurt am Main, Zürich, Winterthur und Fribourg. 
1915 eröffnete er eine eigene Werkstatt für Glasmalerei und Kunstverglasung, die sich in der Steinenvorstadt in Basel (Erstfeldstrasse) befand. Er fertigte vor allem Schützenscheiben, häufig nach Vorlagen von Otto Plattner, Wappenscheiben und Kopien der Werke alter Meister. Er gilt als Schöpfer der letztlich üblich werdenden, kleinformatigen Schützenscheibe.
Haufler war mit der Italienerin Anna Artaria verheiratet, die sich scheiden liess und sich mit dem gemeinsamen Sohn Max Haufler auf dem Monte Verità und in Agnuzzo im Tessin niederliess. In zweiter Ehe war Haufler mit Magdalena, geborene Kälin (1898–1972), verheiratet.
Bei seinem Tod wurde Haufler als «in der ganzen Schweiz bekannter Glasmaler und Heraldiker» bezeichnet (Chronik im Basler Stadtbuch). Die letzte Ruhestätte fand er auf dem Friedhof am Hörnli.